# Holasteron hirsti
Holasteron hirsti är en spindelart som beskrevs av Baehr 2004. Holasteron hirsti ingår i släktet Holasteron och familjen Zodariidae.
Artens utbredningsområde är Sydaustralien. Inga underarter finns listade i Catalogue of Life.